# Barczew
Barczew – wieś w Polsce położona w województwie łódzkim, w powiecie sieradzkim, w gminie Brzeźnio.
Do 1954 roku istniała gmina Barczew. W latach 1954–1972 wieś należała i była siedzibą władz gromady Barczew. W latach 1975–1998 miejscowość administracyjnie należała do województwa sieradzkiego.
Pierwszym znanym właścicielem dóbr barczewskich był Mszczuj z Barczewa, podkomorzy sieradzki, który w 1433 r. otrzymał od Władysława Jagiełły przywilej na prawo magdeburskie dla Chojnego i Barczewa.
Pośrodku wsi stoi dwór z 1 poł. XIX w. Murowany, parterowy, podpiwniczony, z mieszkalnym poddaszem. Na osi płytkie ryzality: od frontu z gankiem czterokolumnowym, w fasadzie ogrodowej z facjatką. Piwnice sklepione kolebką płaską. Układ wnętrza dwutraktowy z sienią na osi. Dach naczółkowy.
Na tzw. Ugodzie Barczewskiej (pas bagien torfowych) występuje długosz królewski.

## Zabytki
Według rejestru zabytków Narodowego Instytutu Dziedzictwa na listę zabytków wpisany jest obiekt:
- dwór, 1 poł. XIX, nr rej.: 800 z 28.12.1967